# Cimarrones de Sonora Fútbol Club
Il 'Cimarrones de Sonora Fútbol Club, è una società calcistica messicana di Hermosillo. Milita nella Liga de Expansión MX, la seconda divisione del calcio messicano.

## Storia
I Cimarrones de Sonora nacquero nel 2013 dopo che i Poblado Miguel Alemán conquistarono la promozione in Segunda División, la terza divisione del calcio messicano. Al termine della stagione alcuni imprenditori originari di Hermosillo acquistarono la società in accordo con il Necaxa con l'obiettivo di portarla in Liga de Ascenso.
La Federazione messicana tuttavia comunicò che il club non aveva ottenuto l'approvazione per partecipare al campionato seguente per via della carenza di infrastrutture necessarie. Fu allora che i proprietari trasferirono il club nella città di Hermosillo, cambiandone il nome in Cimarrones de Sonora.
Nelle sue prime due stagioni terminò 17º mentre l'anno seguente, nel torneo di Apertura 2014, si classificò quarto nel tabellone generale mentre nella Liguilla raggiunse la finale dove fu però sconfitto dal Potros UAEM.
Nel torneo seguente arrivò settimo venendo eliminato in semifinale nei playoff per la promozione. Il 29 maggio seguente tuttavia venne ammesso in Liga de Ascenso in vista dell'espansione della lega per la stagione successiva.

## Filiali
Il Cimarrones possiede due squadre filiali militanti nelle divisioni inferiori del calcio messicano.

### Cimarrones de Sonora B
Conosciuto anche come Cimarrones Premier, milita in Serie A de México e a partire dalla stagione 2018-2019 gioca le sue partite nell'Estadio Héroe de Nacozari, lo stesso della prima squadra.

### Cimarrones del Poblado Miguel Alemán FC
Si tratta della prosecuzione dell'originario club di Comisaría Miguel Alemán esistente prima del cambio di sede avvenuto nel 2013. Milita nel gruppo XIII della Tercera División e gioca le sue partita all'Estadio Alejandro López Caballero.

## Risultati
- Ascenso MX

Finalista: 2014 (Apertura)

## Organico

### Rosa 2020-2021
Aggiornata al 21 gennaio 2020.
| N. |                    | Ruolo | Calciatore         |
| -- | ------------------ | ----- | ------------------ |
| 1  | Messico (bandiera) | P     | Juan Ruíz          |
| 2  | Messico (bandiera) | D     | César Villegas     |
| 3  | Messico (bandiera) | D     | Adrián Caballero   |
| 4  | Messico (bandiera) | D     | Juan García Sancho |
| 5  | Messico (bandiera) | D     | Aldair Mengual     |
| 6  | Messico (bandiera) | C     | Aldo Arellano      |
| 7  | Messico (bandiera) | A     | Ángel López        |
| 8  | Messico (bandiera) | C     | Víctor Guajardo    |
| 9  | Messico (bandiera) | A     | Juan Machado       |
| 10 | Messico (bandiera) | A     | Óscar Villa        |
| 11 | Messico (bandiera) | C     | Miguel Vallejo     |
| 13 | Messico (bandiera) | D     | José Saavedra      |
| 14 | Messico (bandiera) | A     | Jesús López        |

| N.  |                     | Ruolo | Calciatore           |
| --- | ------------------- | ----- | -------------------- |
| 15  | Messico (bandiera)  | D     | Ulises Torres        |
| 16  | Messico (bandiera)  | A     | José Alfredo Peralta |
| 18  | Messico (bandiera)  | D     | Ernesto Reyes        |
| 20  | Messico (bandiera)  | A     | Kevin Rudman         |
| 22  | Messico (bandiera)  | C     | Brian García         |
| 23  | Messico (bandiera)  | C     | Alexis Coronado      |
| 27  | Messico (bandiera)  | A     | Carlos Tolosa        |
| 29  | Colombia (bandiera) | A     | Santiago Patiño      |
| 30  | Messico (bandiera)  | P     | Gabino Espinoza      |
| 33  | Messico (bandiera)  | P     | Fernando Hernández   |
| 145 | Messico (bandiera)  | C     | Ángel Estrada        |
|     | Messico (bandiera)  | D     | Antonio Cortés       |